# Logradouro de São Francisco
Logradouro de São Francisco é um distrito do município de Cacimba de Dentro no Estado da Paraíba que está distante 180 km, aproximadamente, da capital João Pessoa.

## Histórico
Distrito Logradouro de São Francisco, recebeu esta denominação porque a comunidade de Logradouro tem como seu padroeiro São Francisco de Assis. A criação do distrito se deu no dia 30 de setembro de 2008 por força da Lei Municipal 013/2008 de autoria de Arnóbio Carvalho, então vereador e presidente da Casa Severino Câmara da Cunha - Câmara Municipal de Vereadores da cidade de Cacimba de Dentro - a pedido dos moradores da comunidade. A referida lei foi aprovada por unanimidade dos vereadores que compunham aquela Casa Legislativa, sancionada pelo prefeito da época Clidenor José da Silva e publicada no Diário Oficial do Município. O Distrito de Logradouro foi criado com base na Lei Estadual 5.393 de 07 de março de 1991, que estabelece condições para criação, organização e supressão de Distritos no Estado da Paraíba. Tendo o povoado de Logradouro apresentado os requisitos mínimos, exigidos nesta lei, para ser elevado à categoria de Distrito, o projeto foi aprovado, é lei e é legal. A instalação do Distrito nos termos da lei era para ter ocorrido no dia 30 de novembro de 2008, mas não se concluiu porque nem o Prefeito Municipal e nem a Câmara Municipal informaram ao IBGE a criação do Distrito, para que este possa fazer o mapeamento do Distrito de acordo com os limites aprovados em lei. Para isto, cabe a Câmara Municipal ou o Prefeito Municipal informar a criação do Distrito ao IBGE e solicitar o mapeamento de sua área. Falta também a instalação do Conselho Distrital que é composto por três Conselheiros eleitos pela respectiva população e um Administrador Distrital nomeado em comissão pelo Prefeito Municipal, conforme está escrito no Art. 126 da Lei Orgânica do Município. Portanto, legalmente o Distrito Logradouro foi criado, mas falta concluir seu processo de instalação.
De acordo com o Artigo 4º da Lei Estadual 5.393, citada acima, todo povoado elevado a categoria de Distrito tem por direito a uma Subdelegacia de Polícia e a um Cartório de Registro de Pessoas Naturais que deverá ser instalado pelo Governo do Estado em até 60 dias após a publicação da Lei Municipal que criou o Distrito. Os dados estatísticos do Distrito Logradouro, como população, residências, economia, agricultura, etc., ainda não são conhecidos devido o IBGE ainda não ter realizado o seu mapeamento de acordo com os seus limites e o incluído no Censo Demográfico.

## Geografia
O Distrito está inserido na unidade geoambiental dos Serrotes, Inselbergues e Maciços Residuais. Localiza-se a uma altitude de cerca de 500 metros acima do nível do mar. apresenta relevo acidentado, dissecado em mares de morros, com ocorrências de serras e cristas, articuladas ao escapamento oriental do Planalto da Borborema. A pluviosidade anual é de cerca de 750 mm, com período chuvoso entre fevereiro e agosto . O Distrito está incluído na área geográfica de abrangência do semiárido brasileiro, definida pelo Ministério da Integração Nacional em 2005 . Esta delimitação tem como critérios o índice pluviométrico, o índice de aridez e o risco de seca.
O Distrito de Logradouro insere-se nos domínios da bacia hidrográfica do Rio Curimataú. Os solos da região vão refletir duas ordens de fatores: climáticos e edáficos. No Distrito encontram-se solos do tipo arenosos e/ou argilosos de baixa fertilidade, lixiviados e solos pouco evoluídos e afloramentos rochosos das serras, maciços residuais e outras áreas elevadas, podendo ser utilizadas para o cultivo de produtos de subsistência, bem como a criação da pecuária extensiva onde aparecem campos de pastagens. A formação da vegetação caracteriza-se pelo surgimento de mata subcaducifólia de transição. Sumariamente, pode ser como uma mata acarrascada, onde parte das espécies perdem as folhas na estiagem.

### Limites
A área territorial do distrito ora criado, ficou circunscrita aos seguintes limites, de acordo com a Lei 013/2008 e como mostra o mapa indicado: ao Norte com o município de Araruna partindo da trijunção dos municípios de Cacimba de Dentro, Cuité e Araruna (Paraíba), seguindo os atuais limites com o município de Araruna (Paraíba) até a estrada Carnaúba/Mocotó; a Leste com o Distrito Sede de Cacimba de Dentro, partindo da estrada Carnaúba/Mocotó, seguindo por esta até a bifurcação com a estrada Boa Vista/Barreiros, por esta seguindo até o povoado de Barreiros, contornado-o, ficando este para o Distrito Sede, e seguindo até alcançar a rodovia PB-111, por onde seguirá até a bifurcação com a rodovia PB-133; ao Sul com o Distrito Sede de Cacimba de Dentro, partindo da bifurcação das rodovias PB-111 com PB-133, seguindo por esta contornando a sede de Logradouro, e por ela prosseguindo até alcançar o limite com o município de Damião; a Oeste com os municípios de Damião e Cuité (Paraíba), partindo do cruzamento da rodovia PB-133 com o limite do município de Damião, seguindo por este e pelo limite com o município de Cuité (Paraíba) até a trijunção dos municípios de Cacimba de Dentro, Cuité e Araruna.

### Rodovias
A principal rodovia que cruza o Distrito é a PB-133, que o conecta com o município de Damião, com a PB-111, que por sua vez o liga com a cidade de Cacimba de Dentro e o município de Araruna passando pelo povoado de Barreiros, e o conecta também com a PB-135 que faz ligação com o Estado do Rio Grande do Norte. Portanto, o Distrito de Logradouro, geograficamente está bem localizado, pois está conectado com vários municípios da Paraíba e também com o estado do Rio Grande do Norte.

### Subdivisão
O Distrito está subdividido em quatro localidades:
- Vila Logradouro de São Francisco (Povoado Sede do Distrito)
- Sítio Mocotó
- Sítio Conceição
- Sítio Boa Vista

## Turismo

### Pontos Turísticos
- Capela São Francisco (Povoado Sede)
- Santuário de Nossa Senhora dos Remédios (Sítio Boa Vista)
- Pedra do Letreiro (Sítio Conceição)

### Calendário Turístico
- Festa de São Francisco - 04 de outubro (Povoado Sede)
- Festa de N. S. dos Remédios - 15 de agosto (Festa da Boa Vista)
- São João - 24 de junho
- São Pedro - 29 de junho
- Independência do Brasil - 07 de setembro
- Feira Distrital (aos sábados)

## Esportes
O futebol e o futsal são os esportes mais praticados pelos habitantes do Distrito. Este dispõe de uma quadra Poliesportiva com capacidade para 300 pessoas, e um campo de futebol (terrão) para os esportistas praticarem suas atividades. Os times de futebol que mais se destacaram historicamente foram Botafogo, Juventude e Corinthians.

## Cultura
O Distrito de Logradouro é bastante conhecido por suas animadíssimas Festas Juninas  . Festas estas em que muitos conterrâneos, que estão no Sul e Sudeste do País, vêm visitar seus entes queridos e se deliciar com as comidas típicas (pamonha, canjica, milho assado na fogueira, mungunzá, cocada, picado, buchada,etc.), assistir a apresentação das quadrilhas da região, com destaque para a quadrilha Chamego na Roça que representou o Distrito por mais de 10 anos, e dançar um forró na Associação dos Agricultores. Outras festas tradição da cultura do Distrito são a festa de São Francisco (padroeiro) e a festa de N. S. dos Remédios, no sítio Boa Vista, que reúne milhares de pessoas de diversas cidades da Paraíba. Incorporado recentemente a cultura do Distrito está o Desfile Cívico de 7 de setembro que é realizado com o desfile de todas as escolas da Zona Rural do município, organizado pela Secretaria de Educação, atraindo um público bem expressivo a cada ano.

## Serviços

### Transporte
Além dos transportes particulares que conduzem os moradores do Distrito até a cidade De Cacimba de Dentro e Araruna dispõe também de linhas fixas da empresa Rio Tinto e Itapemirim que transporta pessoas para João Pessoa e o Sudeste do país respectivamente.

## Economia
A maioria dos habitantes do Distrito são Agricultores e Pecuaristas, desenvolvem agricultura de subsistência e pecuária extensiva. Uma boa parte são funcionários públicos,pensionistas e aposentados e uma minoria são comerciantes, com destaque para o comércio ambulante.